# Comuna Burivka, Horodnea
Burivka (în ucraineană Бурівка) este o comună în raionul Horodnea, regiunea Cernihiv, Ucraina, formată din satele Bezîkiv și Burivka (reședința).

## Demografie
Componența lingvistică a comunei Burivka
     Ucraineană (97,1%)
     Rusă (2,9%)
Conform recensământului din 2001, majoritatea populației comunei Burivka era vorbitoare de ucraineană (97,1%), existând în minoritate și vorbitori de rusă (2,9%).